# Juan Niño de Távora
Juan Niño de Távora o Tabora (m. 22 de julio de 1632) fue un funcionario real español, gobernador de Filipinas desde 1626 hasta su muerte en 1632.

## Biografía
Távora comenzó su mandato en 1626 llegando a la conclusión de que la prohibición de naves españolas en los puertos japoneses, impuesta dos años antes bajo acusaciones conspiración contra el shogunato, no era sino un acto de enemistad contra la monarquía hispánica. No se trataba de una quimera, ya que el shogun Tokugawa Hidetada habría sido contactado por los holandeses con el objeto de conquistar las posesiones españolas en Luzón, sin darles una negativa. Sin embargo, Távora prometió al rey Felipe IV que trataría de restablecer las relaciones comerciales con los nipones.
En 1627, Távora reunió una flota de cuatro galeones, dos galeras y tres pataches con el objetivo de reforzar las posiciones españolas en Formosa y ayudar a expeler a los holandeses de la isla. La flotilla se vio asediada por problemas desde el inicio, ya que su nave capitana, el galeón Concepción, sufrió una vía de agua mientras era estibada y tuvo que ser dejada atrás, y una tormenta al norte de Luzón terminó por obligar a toda la flota a regresar a Cavite, donde las galeras se hundieron en el puerto a causa del temporal. Sólo una de las embarcaciones pequeñas, la Rosario, consiguió hacer llegar las provisiones que cargaba a los españoles y filipinos de Formosa.
Al año próximo, Távora reunió de nuevo a la flota, pero al llegar descubrieron que los holandeses habían abandonado su fuerte en la isla. El año no había transcurrido sin luchas, eso sí, ya que el capitán Antonio de la Vera y varios españoles y filipinos habían muerto traicionados por un cacique local, al que consiguieron abatir en el proceso. El gobernador decidió enviar 100 soldados a castigar al resto de los desleales, pero éstos huyeron al verles, y los españoles optaron por saquear sus aldeas y tomar prisioneros.
Cuando la flota volvió a Manila, llegaron informes de que los holandeses habían tendido una emboscada a cinco galeotas portuguesas cargadas de plata que harían la ruta de Manila a Macao. Távora ordenó que dos galeones al mando de Juan de Alcarazo escoltaran a los lusos a cambio de 20.000 pesos, pero el clima de nuevo entorpeció las operaciones, retrasando la salida de la flota ibérica. Ésta se encontró con que sus compatriotas de Macau ya habían derrotado a los flamencos en el ínterin, con el consecuente enojo de los portugueses por haber gastado dinero en una escolta innecesaria.
Alcarazo, sin embargo, se topó con un trío de naves siamesas que se dirigían a Cantón con tributo para China, acompañadas de un buque mercante shuinsen japonés. Como retribución por el incidente del Seelandt cuatro años antes, Alcarazo atacó a los asiáticos, se hizo con su carga y quemó sus naves. El golpe se saldó con nuevo daño para los portugueses, ya que los japoneses de Nagasaki hicieron responsable de esto a una flotilla de galeotas lusas dirigida por Antonio Monteiro Pinto y requisaron sus naves. En Manila, por su parte, se consideró que el ataque de Alcarazo no había sido legítimo y se devolvió a los rehenes a Japón, pero se advirtió al régimen de Tokugawa que sólo se devolverían las ganancias de su barco si Japón reabría el comercio con España, oferta que fracasó.
El mismo año, Távora erigió un astillero en Camarines, pero el sultán de Joló atacó de improviso y lo capturó. El gobernador envió entonces 200 españoles y 1600 filipinos a Joló, donde capturaron las tierras alrededor del fuerte local y destruyeron aldeas y buques, además de tres tumbas reales, que fueron profanadas por órdenes de Távora. Observando entonces que el fuerte del sultanato estaba bien defendido, y satisfechos con el castigo y el botín, regresaron a las Filipinas. Atrás quedó una cautiva española capturada en el astillero cuyo rescate no lograron negociar.
Las relaciones con Japón seguían siendo tensas, hasta el punto de que en 1629 Távora envió a Alcarazo a tomar posiciones en Formosa en caso de que los japoneses trataran de invadir Manila. Se dieron pequeños actos de diplomacia, incluso después de que los japoneses requisasen y quemasen el buque portugués Trinidad en 1630, cuando el shogun Iemitsu envió al daimyo de Hizen, Matsukura Shigemasa, a entrevistarse con Távora en Manila. La autoridad española, en cambio, se mostró cauta, sabedora de que los nipones habían estado construyendo multitud de barcos y podrían estar cerca de emprender una guerra contra España. Távora llegó a acusar de esto a Matsukura en su segunda entrevista, y al advertir que los nipones en sus embajadas podrían inspeccionar la isla para un ataque, procuró que vieran fuertes sus defensas a fin de disuadirles. En todo caso, la pronta muerte de Matsukura el mismo año impidió el avance de cualquier plan.
Távora murió en Manila en 1632, dos años más tarde. La Audiencia, con la que había mantenido malas relaciones, asumió el mando hasta la llegada del siguiente gobernador, Juan Cerezo de Salamanca. Un plan adicional de invasión nipona y flamenca se daría cinco años después, con Ieyasu aceptando disponer de 10.000 expedicionarios para conquistar Manila, pero la Rebelión de Shimabara impidió tal manejo.